# AUKSO Orkiestra Kameralna Miasta Tychy
AUKSO Orkiestra Kameralna Miasta Tychy – istniejąca od lutego 1998 roku orkiestra kameralna, specjalizująca się w wykonawstwie muzyki współczesnej. Założycielem, dyrygentem i dyrektorem AUKSO jest Marek Moś, a muzykami studenci i absolwenci Akademii Muzycznej im. Karola Szymanowskiego w Katowicach.
Instytucja kultury Miasta Tychy, od 2018 roku współprowadzona przez Ministerstwo Kultury i Dziedzictwa Narodowego.

## Działalność

### Repertuar
Repertuar zespołu rozpięty jest od klasyki po muzykę współczesną, ze szczególnym uwzględnieniem muzyki polskiej. Prawykonania swoich utworów powierzali zespołowi m.in.: Wojciech Kilar, Zbigniew Bujarski, Aleksander Lasoń, Grażyna Pstrokońska-Nawratil, Piotr Moss, Cezary Duchnowski, Alek Nowak, Jerzy Kornowicz. AUKSO Orkiestra Kameralna Miasta Tychy jest cenionym interpretatorem twórczości polskich kompozytorów – na koncie zespołu znajdują się liczne albumy z repertuarem m.in. Grażyny Bacewicz, Henryka Mikołaja Góreckiego, Witolda Lutosławskiego, Wojciecha Kilara, Zbigniewa Preisnera, Witolda Szalonka, Pawła Mykietyna.

### Nagrania
AUKSO bierze udział w wielu nagraniach płytowych, radiowych i telewizyjnych. Dyskografia zespołu liczy kilkadziesiąt płyt, wydanych m.in. przez Nonesuch, EMI Classics, Agora, Polskie Radio, BeArTon, Anaklasis, DUX.
W dorobku fonograficznym zespołu znajdują się albumy wyróżnione Nagrodą Akademii Fonograficznej „Fryderyk”: w kategorii „Najwybitniejsze Nagranie Muzyki Polskiej” zrealizowany wspólnie z Januszem Olejniczakiem album Chopin. Wydanie Narodowe (BeArTon), w kategorii „Album Roku Muzyka Symfoniczna i Koncertująca” album Kilar/Moś/AUKSO w kategorii „Album Roku Muzyka Oratoryjna i Operowa” album ahat-ilī – siostra bogów Alka Nowaka do libretta Olgi Tokarczuk (Anaklasis), album „Syrena. Melodrama aeterna Nowaka do libretta Szczepana Twardocha (Anaklasis), w kategorii „Album Roku Muzyka Współczesna” płyta Album rodzinny Jerzego Kornowicza do libretta Michała Rusinka (Anaklasis), w kategorii „Album Roku Muzyka Koncertująca” album Witold Szalonek: Connections. Orkiestra nagrywa również muzykę filmową oraz ścieżki dźwiękowe do gier komputerowych. 

### Projekty muzyczne
AUKSO jest inicjatorem projektów międzygatunkowych, łączących muzykę klasyczną z jazzem, muzyką alternatywną, rockiem, elektroniką, hip-hopem. W tym obszarze orkiestra współpracowało z takimi osobowościami świata muzyki, jak: Leszek Możdżer, Tomasz Stańko, Urszula Dudziak, Michał Urbaniak, Voo Voo, Kapela ze Wsi Warszawa, Motion Trio, Marek Pospieszalski, Qba Janicki, Grzegorz Tarwid, Kuba Więcek, Stefan Wesołowski, Jacaszek, Skalpel, Paweł Szamburski, Dominik Strycharski, Miłosz Pękala, Hubert Zemler, Wacław Zimpel, Krzysztof Herdzin, Marek Napiórkowski, Kasia Moś.
Uwagą szerokiej publiczności i uznaniem krytyki cieszyły się dwa szczególne kolaborację AUKSO z Aphex Twinem i Jonnym Greenwoodem w ramach Europejskiego Kongresu Kultury we Wrocławiu (2011). Pokłosiem tej współpracy był album Krzysztof Penderecki / Jonny Greenwood (2012)  wydany nakładem amerykańskiej wytwórni Nonesuch oraz koncert na festiwalu Opener.

### Współprace
AUKSO współpracowało także z m.in. z Jerzym Maksymiukiem, Mark Minkowski, Rudolf Barshai, Howard Shelley, Jacek Kaspszyk, Władysław Kłosiewicz, Daniele Alberi, Piotr Anderszewski, Andrzej Bauer, Kaja Danczowska, Agata Szymczewska, Janusz Olejniczak, Olga Pasiecznik czy The Hilliard Ensemble.

### Festiwale
Orkiestra gości na najważniejszych festiwalach w Polsce, jak: Wielkanocny Festiwal Ludwiga van Beethovena, Wratislavia Cantans, Warszawska Jesień, Festiwal Prawykonań, Sacrum Profanum, Festiwal Muzyki Filmowej, Festiwal Dialogu Czterech Kultur, Jazz Jamboree, Chopin i jego Europa, a także zagranicą, m.in. w Barbican Centre, SESC São Paulo, Auditorio Palacio de Congresos Zaragoza, Teatro Caja Duero, czy na festiwalu Armonie Sotto La Rocca.

### Sezony koncertowe
AUKSO prowadzi sezony koncertowe w swojej siedzibie w tyskiej Mediatece, gdzie regularnie koncertuje w ramach tematycznych cykli, takich jak AUKSO MODERN, AUKSO ON/SIDE, AUKSO CLASSICS. Co roku w siedzibie orkiestry odbywa się festiwal AUKSODRONE, prezentujący polską muzykę najnowszą, będący przestrzenią dla muzyki poważnej, jazzowej oraz alternatywnej.

## Siedziba
Siedziba orkiestry mieści się w Mediatece przy al. Marszałka Piłsudskiego 16 w Tychach. Powstała wg projektu Atelier Loegler Architekci w części budynku, w którym miał powstać zespół szkół municypalnych. Sala koncertowa, której dysponentem jest AUKSO mieści 334 miejsc.

## Dyskografia
- 2003 AUKSO – Współcześnie
- 2004 Seven Pieces for Improvising Piano and Strings (oraz Leszek Możdżer)
- 2005 Kilar / Moś / AUKSO
- 2006 Szymański * Voo Voo 21 * 11. Międzynarodowy Festiwal Śląska Jesień Gitarowa
- 2007 Zbigniew Preisner & Teresa Salgueiro Silence, Night & Dreams
- 2008 AUKSO Bacewicz Penderecki Kancheli * Aleksander Nowak Fiddler’s Green * Wybrzeża pełne ciszy... * 12. Międzynarodowy Festiwal Śląska Jesień Gitarowa
- 2009 Elżbieta Chojnacka w hołdzie Wandzie Landowskiej * Klasycy Wiedeńscy,
- 2010 Alexander Gavrylyuk Live Chopin Piano Concertos * Dariusz Przybylski – Works for Orchestra * Chopin AUKSO (z Januszem Olejniczakiem)
- 2011 Hadrons Piotr Damasiewicz * Paweł Mykietyn Pasja według św. Marka * Michał Moc Emotions * Andrzej Jagodziński Trio Muzyka Polska

## Nagrody i wyróżnienia
| Rok  | Kategoria                                    | Tytułem                                         | Nagroda                                                    | Nota      | Źródło |
| ---- | -------------------------------------------- | ----------------------------------------------- | ---------------------------------------------------------- | --------- | ------ |
| 2011 | Album roku muzyka symfoniczna i koncertująca | Wydanie Narodowe Chopina w formacie Super Audio | Fryderyki 2011                                             | Nominacja | [ 11 ] |
| 2011 | Najwybitniejsze nagranie muzyki polskiej     | Wydanie Narodowe Chopina w formacie Super Audio | Fryderyki 2011                                             | Laur      | [ 11 ] |
| 2014 | Muzyka                                       | Marek Moś, AUKSO                                | Doroczna Nagroda Ministra Kultury i Dziedzictwa Narodowego | Laur      | [ 12 ] |
| 2015 | Album roku muzyka symfoniczna i koncertująca | Kilar/Moś/AUKSO                                 | Fryderyki 2015                                             | Laur      | [ 13 ] |
| 2015 | Najwybitniejsze nagranie muzyki polskiej     | Kilar/Moś/AUKSO                                 | Fryderyki 2015                                             | Nominacja | [ 13 ] |
| 2016 | Album roku muzyka symfoniczna i koncertująca | Górecki / AUKSO                                 | Fryderyki 2016                                             | Nominacja | [ 14 ] |